# Qualificazioni al campionato europeo femminile under 19 di calcio 2016
Le qualificazioni prevedono due fasi. Nella prima, in programma tra il 15 e il 20 settembre 2015, 44 squadre sono state divise in 11 gironi da quattro squadre ciascuno. Le prime due classificate di ciascun girone si sono qualificate per la seconda fase (torneo Elite), a cui sono state ammesse direttamente la due nazionali con il miglior ranking UEFA, Inghilterra e Spagna. Nella seconda fase (torneo Elite) le 24 squadre sono state divise in sei gironi da quattro squadre ciascuno. Le vincitrici di ciasciun girone e la migliore seconda accedono alla fase finale.

## Formato e regolamento
La fase di qualificazione è divisa in due fasi:
- Prima fase: Inghilterra e Spagna sono ammesse direttamente alla seconda fase e le restanti 44 nazionali sono suddivise in undici gironi da quattro squadre ciascuno. Ogni gruppo gioca un girone all'italiana in gara unica che si disputa in una delle nazioni rappresentate. Le prime due classificate di ciascun girone vengono promosse alla seconda fase.
- Seconda fase (torneo Elite): le 22 nazionali qualificate dalla prima fase più Inghilterra e Spagna sono divise in sei gironi da quattro squadre. Ogni gruppo è giocato con il formato del girone all'italiana in gara unica che si disputa in una delle nazioni rappresentate. Le sei vincitrici dei gironi e la migliore seconda (contando i risultati contro le squadre giunte al primo e al terzo posto nel girone) si qualificano direttamente per la fase finale.

In caso di parità di punti tra due o più squadre di uno stesso gruppo, le posizioni in classifica verranno determinate prendendo in considerazione, nell'ordine, i seguenti criteri:
1. maggiore numero di punti negli scontri diretti tra le squadre interessate (classifica avulsa);
2. migliore differenza reti negli scontri diretti tra le squadre interessate (classifica avulsa);
3. maggiore numero di reti segnate negli scontri diretti tra le squadre interessate (classifica avulsa);
4. se, dopo aver applicato i criteri dall'1 al 3, ci sono squadre ancora in parità di punti, i criteri dall'1 al 3 si riapplicano alle sole squadre in questione. Se continua a persistere la parità, si procede con i criteri dal 5 al 9;
5. migliore differenza reti;
6. maggiore numero di reti segnate;
7. calci di rigore se le due squadre sono a parità di punti al termine dell'ultima giornata;
8. classifica del fair play;
9. sorteggio.

Per determinare la migliore seconda classificata nella seconda fase, sono considerati solamente i risultati ottenuti contro le squadre classificate al primo e al terzo posto e si prendono in considerazione, nell'ordine, i seguenti criteri:
1. maggiore numero di punti;
2. migliore differenza reti;
3. maggiore numero di reti segnate;
4. maggiore numero di reti segnate in trasferta;
5. classifica del fair play;
6. sorteggio.

## Prima fase
Il sorteggio per la prima fase di qualificazione si è tenuto a Nyon, Svizzera, il 19 novembre 2014. Le partite si sono disputate dal 15 al 20 settembre 2015. Le partite di ciascun raggruppamento sono state ospitate da una delle quattro squadre, indicata in corsivo.

### Gruppo 1
La vittoria della Svizzera per 23-0 sulla Georgia rappresenta la vittoria più larga nella storia della competizione.
| Pos. | Squadra  | Pt | G | V | N | P | GF | GS | DR  |
| ---- | -------- | -- | - | - | - | - | -- | -- | --- |
| 1.   | Svizzera | 9  | 3 | 3 | 0 | 0 | 32 | 0  | +32 |
| 2.   | Grecia   | 6  | 3 | 2 | 0 | 1 | 9  | 8  | +1  |
| 3.   | Islanda  | 3  | 3 | 1 | 0 | 2 | 7  | 5  | +2  |
| 4.   | Georgia  | 0  | 3 | 0 | 0 | 3 | 1  | 36 | -35 |

| 15 settembre 2015 | Islanda  | 6 - 1  | Georgia  | Nyon |
| 15 settembre 2015 | Svizzera | 7 - 0  | Grecia   | Nyon |
| 17 settembre 2015 | Grecia   | 2 - 1  | Islanda  | Nyon |
| 17 settembre 2015 | Svizzera | 23 - 0 | Georgia  | Nyon |
| 20 settembre 2015 | Islanda  | 0 - 2  | Svizzera | Nyon |
| 20 settembre 2015 | Georgia  | 0 - 7  | Grecia   | Nyon |

Fonte: sito UEFA.

### Gruppo 2
| Pos. | Squadra              | Pt | G | V | N | P | GF | GS | DR  |
| ---- | -------------------- | -- | - | - | - | - | -- | -- | --- |
| 1.   | Francia              | 9  | 3 | 3 | 0 | 0 | 15 | 0  | +15 |
| 2.   | Rep. Ceca            | 6  | 3 | 2 | 0 | 1 | 9  | 7  | +2  |
| 3.   | Bosnia ed Erzegovina | 3  | 3 | 1 | 0 | 2 | 1  | 7  | -6  |
| 4.   | Fær Øer              | 0  | 3 | 0 | 0 | 3 | 1  | 12 | -11 |

| 15 settembre 2015 | Francia              | 2 - 0 | Bosnia ed Erzegovina | Bijeljina |
| 15 settembre 2015 | Rep. Ceca            | 4 - 1 | Fær Øer              | Bijeljina |
| 17 settembre 2015 | Francia              | 7 - 0 | Fær Øer              | Bijeljina |
| 17 settembre 2015 | Bosnia ed Erzegovina | 0 - 5 | Rep. Ceca            | Bijeljina |
| 20 settembre 2015 | Rep. Ceca            | 0 - 6 | Francia              | Bijeljina |
| 20 settembre 2015 | Fær Øer              | 0 - 1 | Bosnia ed Erzegovina | Bijeljina |

Fonte: sito UEFA.

### Gruppo 3
| Pos. | Squadra     | Pt | G | V | N | P | GF | GS | DR  |
| ---- | ----------- | -- | - | - | - | - | -- | -- | --- |
| 1.   | Azerbaigian | 9  | 3 | 3 | 0 | 0 | 9  | 2  | +7  |
| 2.   | Belgio      | 6  | 3 | 2 | 0 | 1 | 10 | 3  | +7  |
| 3.   | Croazia     | 3  | 3 | 1 | 0 | 2 | 4  | 8  | -4  |
| 4.   | Galles      | 0  | 3 | 0 | 0 | 3 | 3  | 13 | -10 |

| 15 settembre 2015 | Galles      | 1 - 4 | Azerbaigian | Oswestry  |
| 15 settembre 2015 | Belgio      | 4 - 0 | Croazia     | Oswestry  |
| 17 settembre 2015 | Croazia     | 3 - 2 | Galles      | Oswestry  |
| 17 settembre 2015 | Belgio      | 0 - 3 | Azerbaigian | Oswestry  |
| 20 settembre 2015 | Galles      | 0 - 6 | Belgio      | Oswestry  |
| 20 settembre 2015 | Azerbaigian | 2 - 1 | Croazia     | Broughton |

Fonte: sito UEFA.

### Gruppo 4
| Pos. | Squadra   | Pt | G | V | N | P | GF | GS | DR  |
| ---- | --------- | -- | - | - | - | - | -- | -- | --- |
| 1.   | Finlandia | 9  | 3 | 3 | 0 | 0 | 16 | 3  | +13 |
| 2.   | Polonia   | 6  | 3 | 2 | 0 | 1 | 12 | 7  | +5  |
| 3.   | Turchia   | 3  | 3 | 1 | 0 | 2 | 1  | 5  | -4  |
| 4.   | Lituania  | 0  | 3 | 0 | 0 | 3 | 0  | 14 | -14 |

| 15 settembre 2015 | Polonia   | 5 - 0 | Lituania  | Tammela     |
| 15 settembre 2015 | Finlandia | 1 - 0 | Turchia   | Tammela     |
| 17 settembre 2015 | Finlandia | 8 - 0 | Lituania  | Tammela     |
| 17 settembre 2015 | Turchia   | 0 - 4 | Polonia   | Tammela     |
| 20 settembre 2015 | Polonia   | 3 - 7 | Finlandia | Hämeenlinna |
| 20 settembre 2015 | Lituania  | 0 - 1 | Turchia   | Tammela     |

Fonte: sito UEFA.

### Gruppo 5
| Pos. | Squadra    | Pt | G | V | N | P | GF | GS | DR  |
| ---- | ---------- | -- | - | - | - | - | -- | -- | --- |
| 1.   | Germania   | 9  | 3 | 3 | 0 | 0 | 15 | 1  | +14 |
| 2.   | Ungheria   | 6  | 3 | 2 | 0 | 1 | 6  | 2  | +4  |
| 3.   | Serbia     | 3  | 3 | 1 | 0 | 2 | 3  | 7  | -4  |
| 4.   | Kazakistan | 0  | 3 | 0 | 0 | 3 | 0  | 14 | -14 |

| 15 settembre 2015 | Germania   | 2 - 0 | Ungheria   | Szombathely |
| 15 settembre 2015 | Serbia     | 2 - 0 | Kazakistan | Bük         |
| 17 settembre 2015 | Germania   | 7 - 0 | Kazakistan | Bük         |
| 17 settembre 2015 | Ungheria   | 1 - 0 | Serbia     | Szombathely |
| 20 settembre 2015 | Serbia     | 1 - 6 | Germania   | Szombathely |
| 20 settembre 2015 | Kazakistan | 0 - 5 | Ungheria   | Bük         |

Fonte: sito UEFA.

### Gruppo 6
| Pos. | Squadra          | Pt | G | V | N | P | GF | GS | DR  |
| ---- | ---------------- | -- | - | - | - | - | -- | -- | --- |
| 1.   | Svezia           | 9  | 3 | 3 | 0 | 0 | 12 | 0  | +12 |
| 2.   | Irlanda del Nord | 4  | 3 | 1 | 1 | 1 | 5  | 4  | +1  |
| 3.   | Montenegro       | 4  | 3 | 1 | 1 | 1 | 4  | 6  | -2  |
| 4.   | Macedonia        | 0  | 3 | 0 | 0 | 3 | 1  | 12 | -11 |

| 15 settembre 2015 | Svezia           | 3 - 0 | Macedonia        | Skopje |
| 15 settembre 2015 | Irlanda del Nord | 0 - 0 | Montenegro       | Skopje |
| 17 settembre 2015 | Svezia           | 5 - 0 | Montenegro       | Skopje |
| 17 settembre 2015 | Macedonia        | 0 - 5 | Irlanda del Nord | Skopje |
| 20 settembre 2015 | Irlanda del Nord | 0 - 4 | Svezia           | Skopje |
| 20 settembre 2015 | Montenegro       | 4 - 1 | Macedonia        | Skopje |

Fonte: sito UEFA.

### Gruppo 7
| Pos. | Squadra     | Pt | G | V | N | P | GF | GS | DR  |
| ---- | ----------- | -- | - | - | - | - | -- | -- | --- |
| 1.   | Paesi Bassi | 7  | 3 | 2 | 1 | 0 | 22 | 1  | +21 |
| 2.   | Italia      | 7  | 3 | 2 | 1 | 0 | 21 | 1  | +20 |
| 3.   | Moldavia    | 3  | 3 | 1 | 0 | 2 | 2  | 22 | -20 |
| 4.   | Cipro       | 0  | 3 | 0 | 0 | 3 | 1  | 22 | -21 |

| 15 settembre 2015 | Italia      | 9 - 0  | Moldavia    | Heerenveen |
| 15 settembre 2015 | Paesi Bassi | 9 - 0  | Cipro       | Assen      |
| 17 settembre 2015 | Cipro       | 0 - 11 | Italia      | Heerenveen |
| 17 settembre 2015 | Paesi Bassi | 12 - 0 | Moldavia    | Assen      |
| 20 settembre 2015 | Italia      | 1 - 1  | Paesi Bassi | Heerenveen |
| 20 settembre 2015 | Moldavia    | 2 - 1  | Cipro       | Assen      |

Fonte: sito UEFA.

### Gruppo 8
| Pos. | Squadra    | Pt | G | V | N | P | GF | GS | DR  |
| ---- | ---------- | -- | - | - | - | - | -- | -- | --- |
| 1.   | Norvegia   | 7  | 3 | 2 | 1 | 0 | 15 | 2  | +7  |
| 2.   | Portogallo | 7  | 3 | 2 | 1 | 0 | 8  | 3  | +5  |
| 3.   | Israele    | 1  | 3 | 0 | 1 | 2 | 3  | 11 | -8  |
| 4.   | Estonia    | 1  | 3 | 0 | 1 | 2 | 2  | 12 | -10 |

| 15 settembre 2015 | Norvegia   | 6 - 0 | Estonia    | Seia               |
| 15 settembre 2015 | Portogallo | 2 - 1 | Israele    | Fornos de Algodres |
| 17 settembre 2015 | Norvegia   | 7 - 0 | Israele    | Guarda             |
| 17 settembre 2015 | Estonia    | 0 - 4 | Portogallo | Seia               |
| 20 settembre 2015 | Portogallo | 2 - 2 | Norvegia   | Guarda             |
| 20 settembre 2015 | Israele    | 2 - 2 | Estonia    | Fornos de Algodres |

Fonte: sito UEFA.

### Gruppo 9
| Pos. | Squadra     | Pt | G | V | N | P | GF | GS | DR  |
| ---- | ----------- | -- | - | - | - | - | -- | -- | --- |
| 1.   | Danimarca   | 9  | 3 | 3 | 0 | 0 | 11 | 1  | +10 |
| 2.   | Bielorussia | 6  | 3 | 2 | 0 | 1 | 11 | 3  | +8  |
| 3.   | Romania     | 3  | 3 | 1 | 0 | 2 | 9  | 4  | +5  |
| 4.   | Lettonia    | 0  | 3 | 0 | 0 | 3 | 0  | 23 | -23 |

| 15 settembre 2015 | Danimarca   | 2 - 1 | Bielorussia | Orsha   |
| 15 settembre 2015 | Romania     | 8 - 0 | Lettonia    | Mogilev |
| 17 settembre 2015 | Danimarca   | 8 - 0 | Lettonia    | Mogilev |
| 17 settembre 2015 | Bielorussia | 3 - 1 | Romania     | Orsha   |
| 20 settembre 2015 | Romania     | 0 - 1 | Danimarca   | Mogilev |
| 20 settembre 2015 | Lettonia    | 0 - 7 | Bielorussia | Orsha   |

Fonte: sito UEFA.

### Gruppo 10
| Pos. | Squadra  | Pt | G | V | N | P | GF | GS | DR  |
| ---- | -------- | -- | - | - | - | - | -- | -- | --- |
| 1.   | Russia   | 9  | 3 | 3 | 0 | 0 | 13 | 2  | +11 |
| 2.   | Irlanda  | 6  | 3 | 2 | 0 | 1 | 10 | 2  | +8  |
| 3.   | Slovenia | 3  | 3 | 1 | 0 | 2 | 4  | 10 | -6  |
| 4.   | Bulgaria | 0  | 3 | 0 | 0 | 3 | 0  | 13 | -13 |

| 15 settembre 2015 | Irlanda  | 3 - 0 a tav. | Slovenia | Gornja Radgona |
| 15 settembre 2015 | Russia   | 4 - 0        | Bulgaria | Bakovci        |
| 17 settembre 2015 | Irlanda  | 6 - 0        | Bulgaria | Gornja Radgona |
| 17 settembre 2015 | Slovenia | 1 - 7        | Russia   | Bakovci        |
| 20 settembre 2015 | Russia   | 2 - 1        | Irlanda  | Gornja Radgona |
| 20 settembre 2015 | Bulgaria | 0 - 3        | Slovenia | Bakovci        |

Fonte: sito UEFA.

### Gruppo 11
| Pos. | Squadra | Pt | G | V | N | P | GF | GS | DR  |
| ---- | ------- | -- | - | - | - | - | -- | -- | --- |
| 1.   | Scozia  | 9  | 3 | 3 | 0 | 0 | 9  | 5  | +4  |
| 2.   | Austria | 6  | 3 | 2 | 0 | 1 | 10 | 3  | +7  |
| 3.   | Ucraina | 3  | 3 | 1 | 0 | 2 | 5  | 5  | 0   |
| 4.   | Albania | 0  | 3 | 0 | 0 | 3 | 4  | 15 | -11 |

| 15 settembre 2015 | Scozia  | 3 - 2 | Ucraina | Enzesfeld-Lindabrunn |
| 15 settembre 2015 | Austria | 8 - 1 | Albania | Bad Erlach           |
| 17 settembre 2015 | Scozia  | 4 - 2 | Albania | Enzesfeld-Lindabrunn |
| 17 settembre 2015 | Ucraina | 0 - 1 | Austria | Bad Erlach           |
| 20 settembre 2015 | Austria | 1 - 2 | Scozia  | Bad Erlach           |
| 20 settembre 2015 | Albania | 1 - 3 | Ucraina | Sankt Pölten         |

Fonte: sito UEFA.

## Fase élite
Il sorteggio per il secondo turno di qualificazione si è tenuto a Nyon, Svizzera, il 13 novembre 2015. Le partite si disputano dal 5 al 10 aprile 2016. Le partite di ciascun raggruppamento sono ospitate da una delle quattro squadre, indicata in corsivo. Le prime classificate e la migliore seconda accedono alla fase finale del torneo.

### Gruppo 1 Élite
| Pos. | Squadra     | Pt | G | V | N | P | GF | GS | DR |
| ---- | ----------- | -- | - | - | - | - | -- | -- | -- |
| 1.   | Germania    | 9  | 3 | 3 | 0 | 0 | 9  | 2  | +7 |
| 2.   | Irlanda     | 6  | 3 | 2 | 0 | 1 | 5  | 1  | +4 |
| 3.   | Polonia     | 1  | 3 | 0 | 1 | 2 | 1  | 5  | -4 |
| 4.   | Azerbaigian | 1  | 3 | 0 | 1 | 2 | 1  | 8  | -7 |

| 5 aprile 2016  | Germania    | 1 - 0 | Irlanda     | Bray    |
| 5 aprile 2016  | Azerbaigian | 0 - 0 | Polonia     | Dublino |
| 7 aprile 2016  | Germania    | 3 - 1 | Polonia     | Dublino |
| 7 aprile 2016  | Irlanda     | 3 - 0 | Azerbaigian | Dublino |
| 10 aprile 2016 | Azerbaigian | 1 - 5 | Germania    | Dublino |
| 10 aprile 2016 | Polonia     | 0 - 2 | Irlanda     | Dublino |

### Gruppo 2 Élite
| Pos. | Squadra     | Pt | G | V | N | P | GF | GS | DR |
| ---- | ----------- | -- | - | - | - | - | -- | -- | -- |
| 1.   | Austria     | 6  | 3 | 2 | 0 | 1 | 3  | 1  | +2 |
| 2.   | Svezia      | 4  | 3 | 1 | 1 | 1 | 2  | 2  | 0  |
| 3.   | Inghilterra | 4  | 3 | 1 | 1 | 1 | 1  | 1  | 0  |
| 4.   | Belgio      | 3  | 3 | 1 | 0 | 2 | 2  | 4  | -2 |

| 5 aprile 2016  | Inghilterra | 1 - 0 | Austria     | Linköping  |
| 5 aprile 2016  | Svezia      | 2 - 1 | Belgio      | Linköping  |
| 7 aprile 2016  | Inghilterra | 0 - 1 | Belgio      | Linköping  |
| 7 aprile 2016  | Austria     | 1 - 0 | Svezia      | Linköping  |
| 10 aprile 2016 | Svezia      | 0 - 0 | Inghilterra | Linköping  |
| 10 aprile 2016 | Belgio      | 0 - 2 | Austria     | Norrköping |

### Gruppo 3 Élite
| Pos. | Squadra     | Pt | G | V | N | P | GF | GS | DR |
| ---- | ----------- | -- | - | - | - | - | -- | -- | -- |
| 1.   | Paesi Bassi | 7  | 3 | 2 | 1 | 0 | 11 | 3  | +8 |
| 2.   | Rep. Ceca   | 6  | 3 | 2 | 0 | 1 | 6  | 8  | -2 |
| 3.   | Finlandia   | 4  | 3 | 1 | 1 | 1 | 4  | 4  | 0  |
| 4.   | Bielorussia | 0  | 3 | 0 | 0 | 3 | 1  | 7  | -6 |

| 5 aprile 2016  | Finlandia   | 2 - 1 | Bielorussia | Eibergen |
| 5 aprile 2016  | Paesi Bassi | 7 - 2 | Rep. Ceca   | Hengelo  |
| 7 aprile 2016  | Finlandia   | 1 - 2 | Rep. Ceca   | Eibergen |
| 7 aprile 2016  | Bielorussia | 0 - 3 | Paesi Bassi | Hengelo  |
| 10 aprile 2016 | Paesi Bassi | 1 - 1 | Finlandia   | Eibergen |
| 10 aprile 2016 | Rep. Ceca   | 2 - 0 | Bielorussia | Hengelo  |

### Gruppo 4 Élite
| Pos. | Squadra          | Pt | G | V | N | P | GF | GS | DR  |
| ---- | ---------------- | -- | - | - | - | - | -- | -- | --- |
| 1.   | Spagna           | 9  | 3 | 3 | 0 | 0 | 13 | 2  | +11 |
| 2.   | Danimarca        | 4  | 3 | 1 | 1 | 1 | 7  | 4  | +3  |
| 3.   | Italia           | 4  | 3 | 1 | 1 | 1 | 4  | 4  | 0   |
| 4.   | Irlanda del Nord | 0  | 3 | 0 | 0 | 3 | 1  | 15 | -14 |

| 5 aprile 2016  | Spagna           | 3 - 0 | Italia           | Hobro  |
| 5 aprile 2016  | Danimarca        | 5 - 0 | Irlanda del Nord | Viborg |
| 7 aprile 2016  | Spagna           | 7 - 1 | Irlanda del Nord | Skive  |
| 7 aprile 2016  | Italia           | 1 - 1 | Danimarca        | Hobro  |
| 10 aprile 2016 | Danimarca        | 1 - 3 | Spagna           | Skive  |
| 10 aprile 2016 | Irlanda del Nord | 0 - 3 | Italia           | Viborg |

### Gruppo 5 Élite
| Pos. | Squadra    | Pt | G | V | N | P | GF | GS | DR  |
| ---- | ---------- | -- | - | - | - | - | -- | -- | --- |
| 1.   | Francia    | 9  | 3 | 3 | 0 | 0 | 11 | 0  | +11 |
| 2.   | Portogallo | 4  | 3 | 1 | 1 | 1 | 3  | 4  | -1  |
| 3.   | Scozia     | 4  | 3 | 1 | 1 | 1 | 2  | 3  | -1  |
| 4.   | Grecia     | 0  | 3 | 0 | 0 | 3 | 0  | 9  | -9  |

| 5 aprile 2016  | Francia    | 3 - 0 | Portogallo | Lagos     |
| 5 aprile 2016  | Scozia     | 1 - 0 | Grecia     | Ferreiras |
| 7 aprile 2016  | Francia    | 6 - 0 | Grecia     | Ferreiras |
| 7 aprile 2016  | Portogallo | 1 - 1 | Scozia     | Parchal   |
| 10 aprile 2016 | Scozia     | 0 - 2 | Francia    | Parchal   |
| 10 aprile 2016 | Grecia     | 0 - 2 | Portogallo | Faro      |

### Gruppo 6 Élite
| Pos. | Squadra  | Pt | G | V | N | P | GF | GS | DR |
| ---- | -------- | -- | - | - | - | - | -- | -- | -- |
| 1.   | Svizzera | 7  | 3 | 2 | 1 | 0 | 7  | 2  | +5 |
| 2.   | Norvegia | 7  | 3 | 2 | 1 | 0 | 4  | 2  | +2 |
| 3.   | Russia   | 1  | 3 | 0 | 1 | 2 | 1  | 3  | -2 |
| 4.   | Ungheria | 1  | 3 | 0 | 1 | 2 | 1  | 6  | -5 |

| 5 aprile 2016  | Svizzera | 2 - 2 | Norvegia | Bük         |
| 5 aprile 2016  | Russia   | 1 - 1 | Ungheria | Szombathely |
| 7 aprile 2016  | Svizzera | 4 - 0 | Ungheria | Szombathely |
| 7 aprile 2016  | Norvegia | 1 - 0 | Russia   | Bük         |
| 10 aprile 2016 | Russia   | 0 - 1 | Svizzera | Bük         |
| 10 aprile 2016 | Ungheria | 0 - 1 | Norvegia | Szombathely |

### Confronto tra le seconde classificate
Si tiene conto solo dei risultati ottenuti contro la prima e la terza classificata del girone.
| Gr. | Squadra    | Pt | G | V | N | P | GF | GS | DR |
| --- | ---------- | -- | - | - | - | - | -- | -- | -- |
| 6   | Norvegia   | 4  | 2 | 1 | 1 | 0 | 3  | 2  | +1 |
| 1   | Irlanda    | 3  | 2 | 1 | 0 | 1 | 2  | 1  | +1 |
| 3   | Rep. Ceca  | 3  | 2 | 1 | 0 | 1 | 4  | 8  | -4 |
| 2   | Svezia     | 1  | 2 | 0 | 1 | 1 | 0  | 1  | -1 |
| 4   | Danimarca  | 1  | 2 | 0 | 1 | 1 | 2  | 4  | -2 |
| 5   | Portogallo | 1  | 2 | 0 | 1 | 1 | 1  | 4  | -3 |